# Muriel Cuendet
Muriel Cuendet (* 1970 in Sainte-Croix VD) ist eine Schweizer Professorin für Pharmazie und Krebsforscherin an der Universität Genf. Zentrales Thema ihrer Arbeitsgruppe ist die Entdeckung und Charakterisierung von krebspräventiven und antiparasitären Wirkstoffen aus verschiedenen natürlichen und synthetischen Quellen.

## Leben
Cuendet schloss ihr Studium an der Universität Lausanne im Jahr 1994 als diplomierte Pharmazeutin ab und wurde 1999 an derselben Universität in Pharmazeutischen Wissenschaften promoviert. Anschließend verbrachte sie drei Jahre als Postdoktorandin an der University of Illinois at Chicago. Im Jahr 2003 wurde sie dort zum Research Assistant Professor ernannt. Von 2005 bis 2006 erhielt sie eine Stelle als Visiting Assistant Professor an der Purdue University in West Lafayette. Außerdem war sie als Research Scientist bei der Murphy Cancer Foundation (West Lafayette, 2007 bis 2009) tätig. Cuendet wurde 2009 außerordentliche Professorin an der Abteilung für Pharmazeutische Wissenschaften der Universität Genf. Am 1. August 2024 wurde sie zur ordentlichen Professorin ernannt und ist seither an der Universität Genf tätig.
Cuendet ist Mitglied in der «Society for Medicinal Plant and Natural Products Research», der American Association for Cancer Research und der American Society of Pharmacognosy.

## Forschung
Cuendets Forschungsgebiet widmet sich hauptsächlich der Untersuchung der biologischen Aktivität von Naturprodukten. Schwerpunkt ihrer Arbeitsgruppe ist die Entdeckung und Charakterisierung von krebspräventiven und antiparasitären Wirkstoffen aus verschiedenen natürlichen und synthetischen Quellen. Dazu zählen:
- Identifizierung von Naturstoffen mit krebshemmender Wirkung
- Erforschen des Wirkungsmechanismus krebshemmender Verbindungen, durch Untersuchung zellulärer Signalwege und Krebsmerkmale wie Zellproliferation, Angiogenese, Migration und Invasion; hauptsächlich beim multiplen Myelom und Lungenkrebs
- Optimierung der Moleküle im Hinblick auf ihre Aktivität und Selektivität
- Identifizierung von Pflanzenextrakten und Naturstoffen mit antiparasitärer Wirkung gegen die Chagas-Krankheit, Malaria, Leishmaniose und Afrikanische Trypanosomiasis

## Veröffentlichungen (Auswahl)
- mit Angelica Ferro, Dafni Graikioti, Emre Gezer, Constantinos M. Athanassopoulos: Entinostat-Bortezomib Hybrids against Multiple Myeloma. In: Molecules. Band 28, Nr. 3, 2. Februar 2023, ISSN 1420-3049, S. 1456, doi:10.3390/molecules28031456, PMC 9920246 (freier Volltext).
- mit Micaela F. Freitas Misakyan, E. M. Kithsiri Wijeratne, Mark E. Issa, Ya-ming Xu, Aymeric Monteillier, A. A. Leslie Gunatilaka: Structure–Activity Relationships of Withanolides as Antiproliferative Agents for Multiple Myeloma: Comparison of Activity in 2D Models and a 3D Coculture Model. In: Journal of Natural Products. Band 84, Nr. 8, 27. August 2021, ISSN 0163-3864, S. 2321–2335, doi:10.1021/acs.jnatprod.1c00446.
- mit Aymeric Monteillier, Aymone Voisin, Pascal Furrer, Eric Allémann: Intranasal administration of resveratrol successfully prevents lung cancer in A/J mice. In: Scientific Reports. Band 8, Nr. 1, 24. September 2018, ISSN 2045-2322, S. 14257, doi:10.1038/s41598-018-32423-0, PMC 6155121 (freier Volltext).
- mit Agnes M. Rimando, Cristian Desmarchelier, Rajendra G. Mehta, John M. Pezzuto, Stephen O. Duke: Cancer Chemopreventive and Antioxidant Activities of Pterostilbene, a Naturally Occurring Analogue of Resveratrol. In: Journal of Agricultural and Food Chemistry. Band 50, Nr. 12, 1. Juni 2002, ISSN 0021-8561, S. 3453–3457, doi:10.1021/jf0116855.
- mit Kurt Hostettmann, Olivier Potterat, Wahjo Dyatmiko: Iridoid Glucosides with Free Radical Scavenging Properties from Fagraea blumei. In: Helvetica Chimica Acta. Band 80, Nr. 4, 1997, ISSN 1522-2675, S. 1144–1152, doi:10.1002/hlca.19970800411.

## Auszeichnungen und Ehrungen
- 2017: Fellow der Schweizerische Akademie der Pharmazeutischen Wissenschaften[6]